# Route nationale 17a (Madagaskar)
Die Route nationale 17a (RN 17a) ist eine 99 km lange Nationalstraße in der Region Atsimo-Andrefana im Südwesten von Madagaskar. Sie zweigt bei Inanavy von der RN 10 ab und führt in östlicher Richtung über Bezaha und Belamoty nach Benenitra. Die RN 17a führt parallel zum rechten Ufer des Flusses Onilahy.